# Die Atzen
Die Atzen sind ein deutsches Musiker-Duo, das 2008 von den Rappern Frauenarzt und Manny Marc in Berlin gegründet wurde und mit Partyschlagern bekannt wurde, insbesondere mit dem Song Das geht ab! (Wir feiern die ganze Nacht).

## Geschichte

### Erstmalige Zusammenarbeit
Erste Zusammenarbeit zwischen Frauenarzt und dem damaligen DJ Manny Marc entstand bei der Gründung ihres Labels Bassboxxx 1997. Dieses wurde 2006 in Ghetto Musik und schließlich in Atzen Musik umbenannt.
Immer wieder erschienen Kollaborations-Singles unter dem Titel Frauenarzt & Manny Marc bis sie, seit der ersten erfolgreichen Single Florida Lady zusammen mit Alexander Marcus, unter dem Titel Die Atzen arbeiten. Diese wurde im September 2008 veröffentlicht.
Das Album Atzen Musik Vol. 1 erschien am 10. Oktober 2008 über Kontor Records.
Im Jahr 2008 präsentierte Frauenarzt zusammen mit Manny Marc und weiteren Rappern seines Umfelds die Rubrik Wochenrückrap für die Bild. Die Rapper setzten darin Schlagzeilen der Woche als kurze Lieder um.

### 2009: Erste Erfolge
2009 entwickelte sich das Lied Das geht ab! vom Album Atzen-Musik Vol. 1 zum Sommerhit in den Discos von Palma. Frauenarzt und Manny Marc reisten daher jeden Sonntag in die Disco Riu Palace, um ihren gemeinsamen Hit zu präsentieren. Das Lied erreichte in Deutschland Platz 8 der Singlecharts und konnte sich im gesamten deutschsprachigen Raum Europas hoch in den Top 100 platzieren.
Anfang 2010 erschien die nächste Single Disco Pogo von Frauenarzt und Manny Marc, wobei sie dabei nur noch mit ihrem Namen Die Atzen benannt wurden. Das Stück erreichte in der ersten Woche in den Charts Platz 12, stieg in der folgenden Woche sogar in die Top Ten auf Platz 6, womit die Single eine bessere Platzierung als Das geht ab! erreichen konnte. In den darauf folgenden Wochen stieg Disco Pogo sogar auf Platz 2. Hohe Aufmerksamkeit erreichte die Single bereits sechs Wochen vor der eigentlichen Veröffentlichung. Auf der Video-Plattform YouTube existierte ein Video mit dem Titel Disco Pogo – Wir dreh´n ab!, dessen Urheber als TBA (to be announced) angegeben wurde. Später stellte sich heraus, dass die ursprüngliche Version von der Disco Pogo Crew stammte, welche aus den Seaside Clubbers, Ricky Rich (Ricky Bernasconi) und dem House-Produzenten Tom Pulse besteht. Aufgrund einer fehlerhaften Anmoderation in einer Sendung des Internetradio-Senders Technobase.fm wurde das Video fälschlicherweise als Nachfolgesingle der Atzen zu Das geht ab! (Wir feiern die ganze Nacht) gehandelt, was zu diesem Zeitpunkt schlicht falsch war. Aufgrund der hohen Popularität der Single im Internet entschlossen sich die Atzen Disco Pogo selbst aufzunehmen. Von der Ursprungsversion wurden der Titel, der Einleitungssatz Was ist los? Es ist Party angesagt! sowie einige Textstellen übernommen.

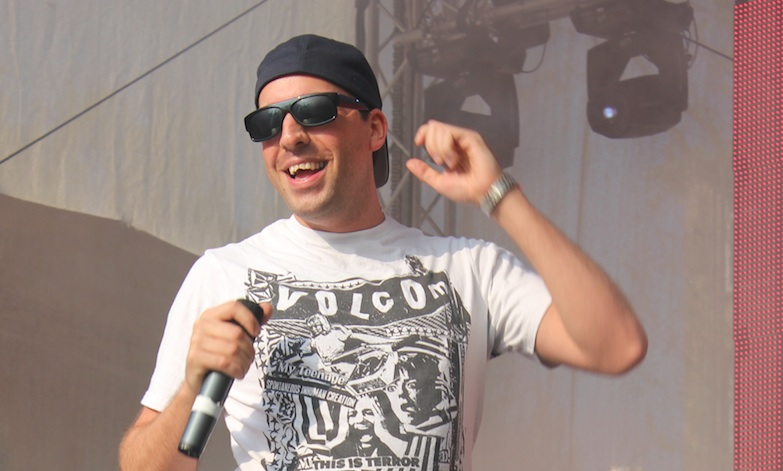
Frauenarzt bei einem Live-Auftritt der Atzen

### 2010–2011:Atzen Musik Vol. 2undParty Chaos
Am 26. Februar 2010 erschien Atzen Musik Vol. 2 und erreichte Platz 5 in den deutschen Album-Charts. In Österreich konnte es ebenfalls die Top 10 stürmen und auch in der Schweiz bis in die Top 50 vorrücken. Es besteht neben ihren eigenen Tracks auch weiteren Liedern aus ihrem Genre.
Die dritte Single-Auskopplung aus dem Album trägt den Titel Atzin und wurde am 2. April 2010 veröffentlicht. Auch diese Single konnte die Deutschen und Österreichischen Charts erreichen. Zu diesem Track gibt es allerdings keine Original-Version, sondern nur zwei Remixe. Den Atzen Musik Remix und den Michael Mind Project-Remix.
Im Juli 2010 erschien mit Rock die Scheiße fett die letzte Auskopplung des Albums. Mit diesem Song traten sie bei den Ballermann Hits 2010 in Bulgarien an, womit sie diesen gewannen. Daraufhin konnte der Titel in die Deutschen und Österreichischen Charts einsteigen. In Deutschland auf Platz 34 und in Österreich auf Platz 47.
Am 18. März 2011 erschien ihr drittes Studioalbum mit dem Titel Party Chaos. Auch dieses erreichte die Album-Charts des gesamten deutschsprachigen Raumes Europas. In Deutschland stieg es mit Platz 15 am höchsten ein.
Im April 2011 wurde die erste Single-Auskopplung Strobo Pop zusammen mit Nena veröffentlicht. Auch diese wurde zu einem großen Erfolg und konnte auch wieder die Schweizer Charts erobern. In Deutschland stand sie sogar in den Top 15.
Die zweite und letzte Single von Party Chaos hieß Hasta La Atze und wurde mit Platz 74 in Deutschland zu einem eher geringeren Hit.

### 2012–heuteAtzen Musik Vol. 3
Am 18. Mai 2012 wurden das Album Atzen Musik Vol. 3 und die Single Party (Ich will abgehn) veröffentlicht. Das Album konnte in Deutschland Platz 16 und in der Schweiz Platz 73 erreichen. Der Titel-Song wurde vom Michael Mind Project gemixt und wurde auch zu einem Erfolg. In Deutschland erreichte er für sieben und in Österreich für zwei Wochen die Top 100.
Im August 2012 erschien die zweite und letzte Single-Auskopplung aus dem Album. Sie hieß Feiern? Okay! und wurde von den Schweizer DJs DJ Antoine und Mad Mark gemixt. Jedoch konnten sie mit dem Dubstep-Song keine Single-Chart-Platzierungen erreichen.
In einer im September 2019 ausgestrahlten Folge der Fernsehsendung Late Night Berlin sind die Atzen Teil einer nicht als solche gekennzeichneten Inszenierung (Scripted Reality).

## Mitglieder
- Manny Marc (* 21. April 1980 in Berlin-Tempelhof als Marc Schneider) ist, neben seiner Tätigkeit als Rapper auch Musikproduzent und DJ. Er ist ebenfalls Mitglied der Südberliner Rapgruppe Bass Crew. Zu Beginn seiner Karriere wurde seine Stimme meist roboterähnlich verzerrt. Für sein Pseudonym Freddy Krüger wurde seine Stimme ebenfalls bearbeitet.

- Frauenarzt (* 18. Oktober 1978 in Berlin-Tempelhof als Vincente de Teba Költerhoff) war damals unter vielen verschiedenen Pseudonymen aktiv. Musikalisch vertrat er den Miami Bass mit deutschen Texten, später wandelte sich seine Musik zu Ghetto Tech. Viele seiner Tracks haben einen starken 80er-Jahre-Electro-Charakter mit trockenen TR-808-Beats.

## Diskografie
Studioalben

| Jahr | Titel              | Höchstplatzierung, Gesamtwochen, AuszeichnungChartplatzierungen (Jahr, Titel, Platzierungen, Wochen, Auszeichnungen, Anmerkungen) | Höchstplatzierung, Gesamtwochen, AuszeichnungChartplatzierungen (Jahr, Titel, Platzierungen, Wochen, Auszeichnungen, Anmerkungen) | Höchstplatzierung, Gesamtwochen, AuszeichnungChartplatzierungen (Jahr, Titel, Platzierungen, Wochen, Auszeichnungen, Anmerkungen) | Anmerkungen                                                |
| Jahr | Titel              | DE | AT | CH | Anmerkungen                                                |
| ---- | ------------------ | --- | --- | --- | ---------------------------------------------------------- |
| 2008 | Atzen Musik Vol. 1 | DE86 (3 Wo.)DE | — | — | Erstveröffentlichung: 10. Oktober 2008                     |
| 2010 | Atzen Musik Vol. 2 | DE5 Gold · (27 Wo.)DE | AT10 (20 Wo.)AT | CH48 (6 Wo.)CH | Erstveröffentlichung: 26. Februar 2010 Verkäufe: + 100.000 |
| 2011 | Party Chaos        | DE15 (7 Wo.)DE | AT35 (6 Wo.)AT | CH37 (6 Wo.)CH | Erstveröffentlichung: 18. Mai 2011                         |
| 2012 | Atzen Musik Vol. 3 | DE16 (3 Wo.)DE | — | CH73 (1 Wo.)CH | Erstveröffentlichung: 18. Mai 2012                         |

## Auszeichnungen
Après-Ski-Hits
- Sieger 2014

Ballermann-Hits
- Winner in 2010

Bravo Otto
- 2010: in der Kategorie Super Band
- 2011: in der Kategorie Super Rapper

Comet
- 2010: in der Kategorie Bester Party-Song